# Apófisis coronoides mandibular
La apófisis coronoide mandibular o proceso coronoide mandibular (del griego korone, "similar a una corona" o "o que se asemeja al pico de un cuervo") es una saliente triangular delgada, que es plana de lado a lado y posee una forma y tamaño variable. 
Su borde anterior es convexo y es continuo debajo del borde anterior del ramus.
Su borde posterior es cóncavo y forma el borde anterior de la incisión mandibular. 
Su superficie lateral es suave, y permite la inserción del músculo temporal y el músculo masetero. 
Su superficie medial provee para la inserción del músculo temporal, y presenta un reborde que comienza cerca del apex del proceso y transcurre hacia abajo y hacia adelante hacia el lado interno del último molar. 

## Fracturas de la apófisis coronoide
Las fracturas de la mandíbula son relativamente comunes. Sin embargo, las fracturas de la apófisis coronoides son muy raras. Las fracturas aisladas de la apófisis coronoides causadas por trauma directo son raras, ya que es una zona protegida anatómicamente por el complejo del arco cingomático-temporo- hueso cingomático y sus músculos asociados. La mayoría de las fracturas son causadas por golpes (golpes o heridas penetrantes).

## Imágenes adicionales

Posición de la apófisis coronoides mandibular en el cráneo (en color rojo).
Posición de la apófisis coronoides mandibular  en la mandíbula (en color rojo).
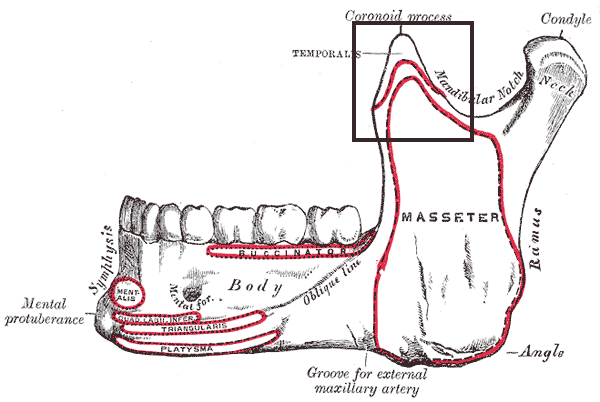
Mandíbula. Superficie exterior. Vista lateral. Apófisis coronoides mandibular en el centro.
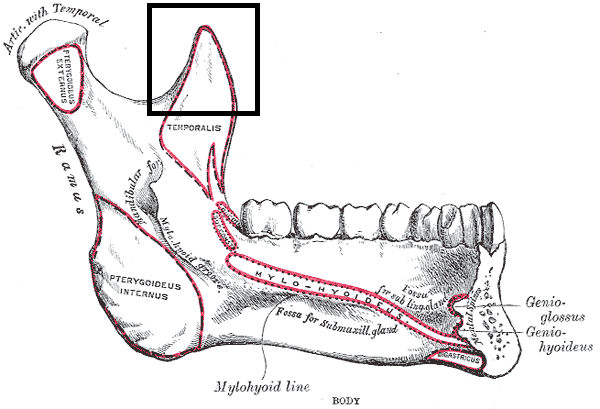
Superficie media.
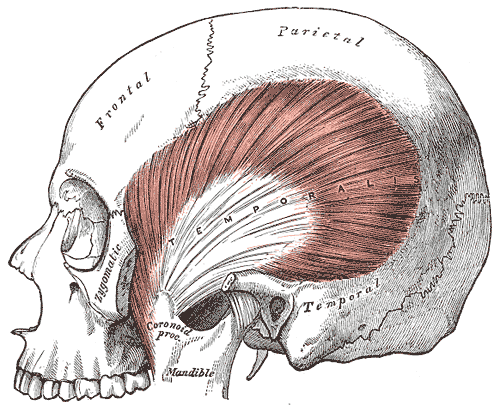
El músculo temporal; se han eliminado el arco cigomático y el músculo masetero.
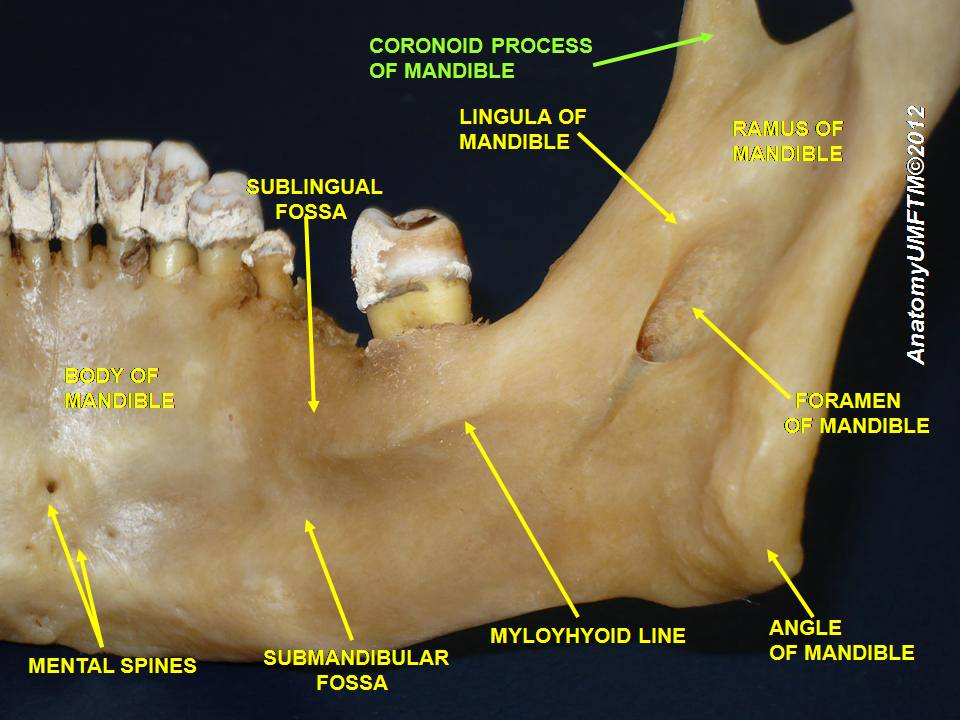
Apófisis coronoides mandibular
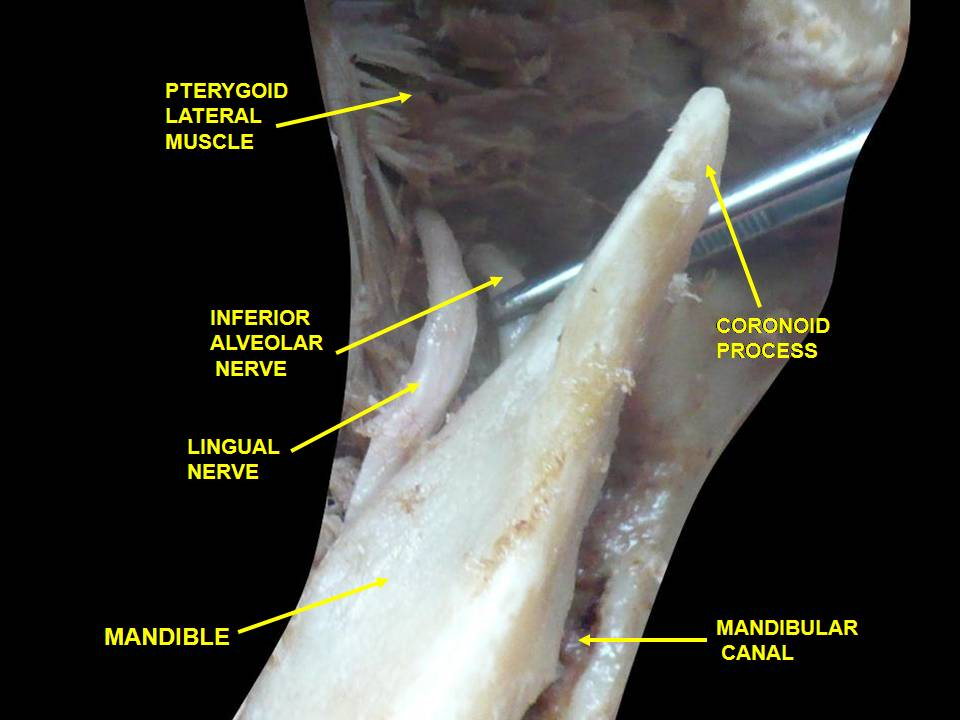
Nervio y hueso mandibular. Disección profunda. Vista anterior.
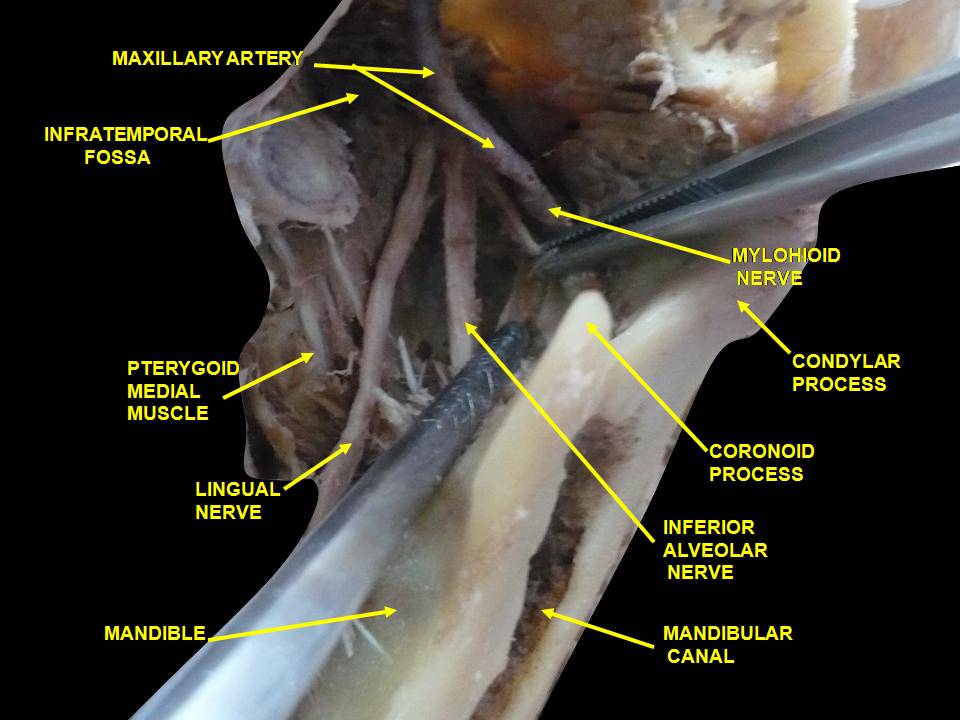
Fosa infratemporal. Nervio lingual y alveolar inferior. Disección profunda. Vista anterolateral